# Isoetes cleefii
Isoetes cleefii là một loài dương xỉ trong họ Isoetaceae. Loài này được H.P. Fuchs mô tả khoa học đầu tiên năm 1981.